# Echatea El Abied
Echatea El Abied (en àrab االشاطئ الأبيض, ax-Xāṭiʾ al-Abyaḍ; en amazic ⴰⴼⵜⴰⵙ ⴰⵎⵍⵍⴰⵍ) és una comuna rural de la província de Guelmim, a la regió de Guelmim-Oued Noun, al Marroc. Segons el cens de 2014 tenia una població total de 1.158 persones